# 6-я механизированная бригада (Казахстан)
6-я орденов Кутузова III степени и Богдана Хмельницкого II степени механизированная бригада (каз. 3-ші дәрежелі Кутузов және 2-ші дәрежелі Богдан Хмельницкий орденды 6-шы механикаландырылған бригада, сокращённо в/ч 35748) — механизированная бригада, входящая в состав Сухопутных войск Республики Казахстан и подчинённая Региональному командованию «Юг» Сухопутных войск. Расквартирована в городе Шымкент.

## История
Предшественником 6-й механизированной бригады является 619-й стрелковый полк, образованный в 1942 году и отмеченный в годы Великой Отечественной войны орденами Богдана Хмельницкого II степени и Кутузова III степени. Позже он был преобразован в 66-й мотострелковый полк 80-й гвардейской учебной мотострелковой дивизии (в/ч 35748).
6-я механизированная бригада была сформирована в Шымкенте январе 2011 года в результате объединения всех воинских формирований региона, рассеянных по области. Подготовку более чем 3 тысяч бойцов новой бригады осуществляли на полигоне Матыбулак в Жамбылской области при использовании 500 единиц боевой техники: этот полигон был выбран в связи с тем, что ни в Шымкенте, ни в Южно-Казахстанской области не было подходящего места. Подготовка бойцов на полигоне Матыбулак проходила в течение полутора месяцев.
Изначально часть носила другой номер (в/ч 32039), первым командиром бригады стал Мурат Арапаев. Боевое знамя вручено бригаде в октябре 2011 года президентом Нурсултаном Назарбаевым.
В феврале 2016 года бойцы 6-й механизированной бригады участвовали в учениях, организованных Региональным командованием «Юг».
Артиллеристы бригады становились победителями конкурсов среди воинских частей ВС РК и участвовали в Армейских международных играх. По состоянию на 2023 год 6-я механизированная бригада являлась крупнейшей войсковой частью Сухопутных войск Республики Казахстана. Её подразделения несли службу в Шымкенте, Туркестанской и Кызылординской областях.

## Структура
В составе бригады присутствуют мотострелковые, танковые, артиллерийские, разведывательные подразделения, а также подразделения ПВО, РХБ защиты и связи. На момент формирования в бригаде был артиллерийский батальон, участвовавший в учениях на полигоне Матыбулак.

## Командование
В сентябре 2023 года на пост командира бригады был назначен полковник Амиркожа Айткожин, который был представлен во время визита первого заместителя командующего войсками РгК «Юг» полковника Ержана Ибраев.